# Osada Młyńska (Palonki)
Osada Młyńska – część wsi Palonki w Polsce, położona w województwie świętokrzyskim, w powiecie buskim, w gminie Busko-Zdrój.
W latach 1975–1998 Osada Młyńska administracyjnie należała do województwa kieleckiego.